# Kruszczewo
Kruszczewo – wieś w Polsce położona w województwie mazowieckim, w powiecie płockim, w gminie Stara Biała.
Prywatna wieś duchowna, położona była w drugiej połowie XVI wieku w powiecie płockim województwa płockiego. W latach 1975–1998 miejscowość administracyjnie należała do województwa płockiego. We wsi znajduje się stacja elektroenergetyczna 400/110 kV „Płock”.